# Brunsnultra
Brunsnultran (Acantholabrus palloni) är en fiskart av familjen läppfiskar. Som kännetecken har den en svart fläck på ovansidan vid stjärtfenroten och att huvudet har fjäll på ovansidan. Den saknar lysande färgteckning. Den är brun på ovansidan och undertill ljusare gulaktig utan fläckar eller streck. Längden är upp till 25 cm.
Brunsnultran lever på kontinentalsockeln, men ändå ganska långt från kusten. Dess utbredningsområde är Atlanten, Medelhavet och Nordsjön upp till södra Norge. Bottnen ska helst vara sandig eller stenig. Den lever huvudsakligen av ryggradslösa djur.
Första fyndet vid Skandinaviens kuster gjordes utanför Flekkefjord i Norge. 